# Tyniec (Krakau)

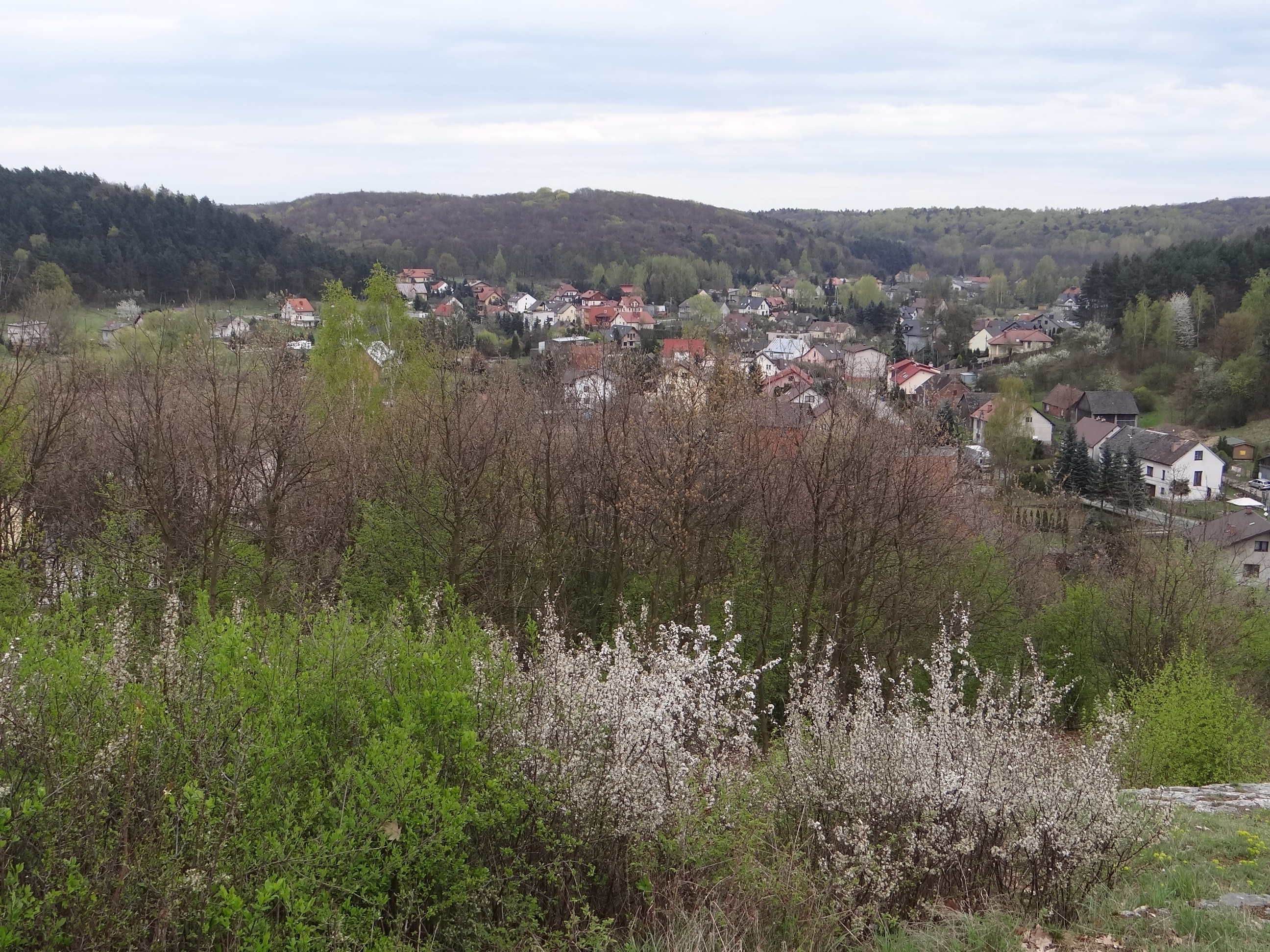
Überblick auf das Dorf aus dem Wielkanoc-Hügel

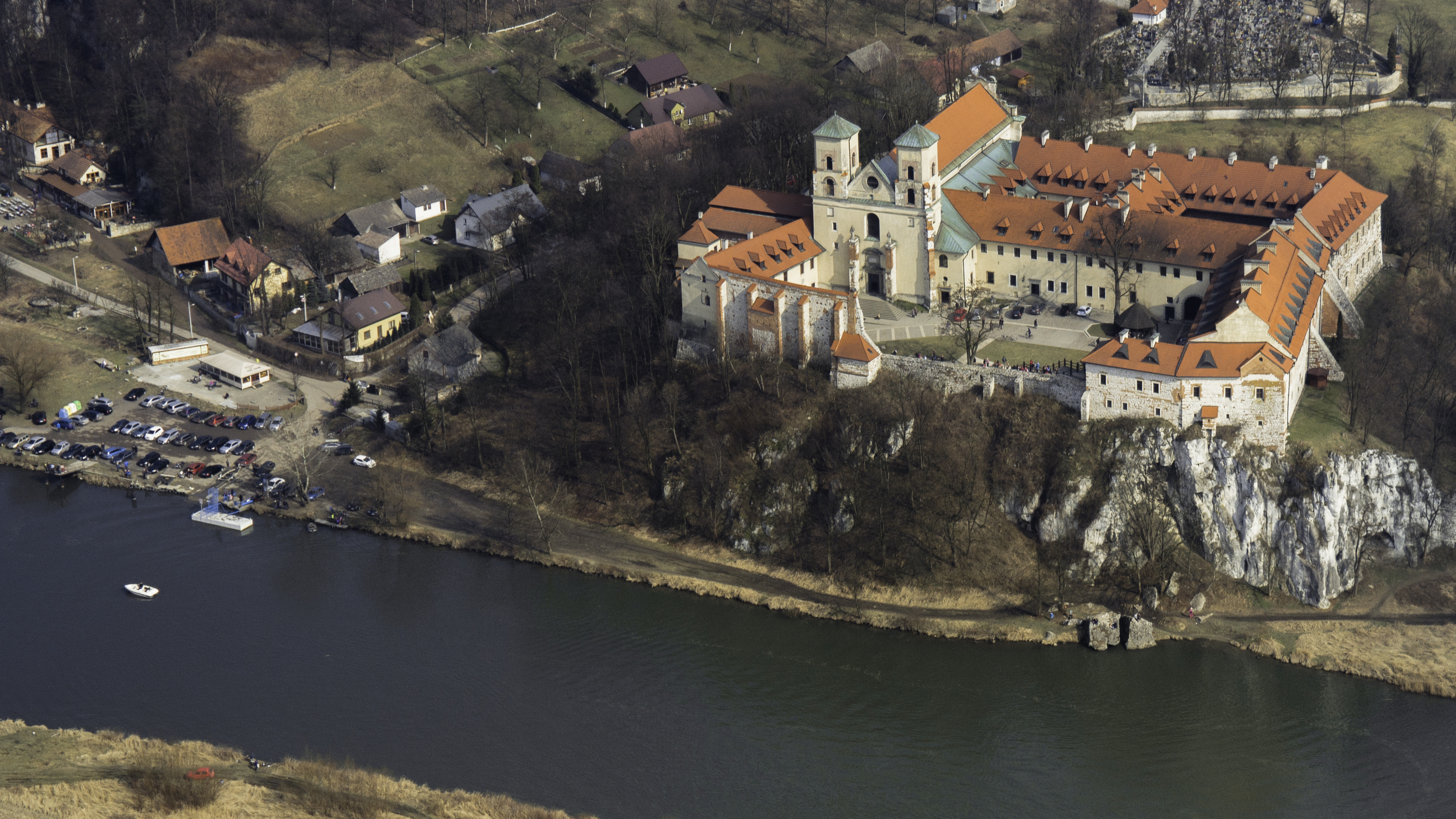
Abtei Tyniec

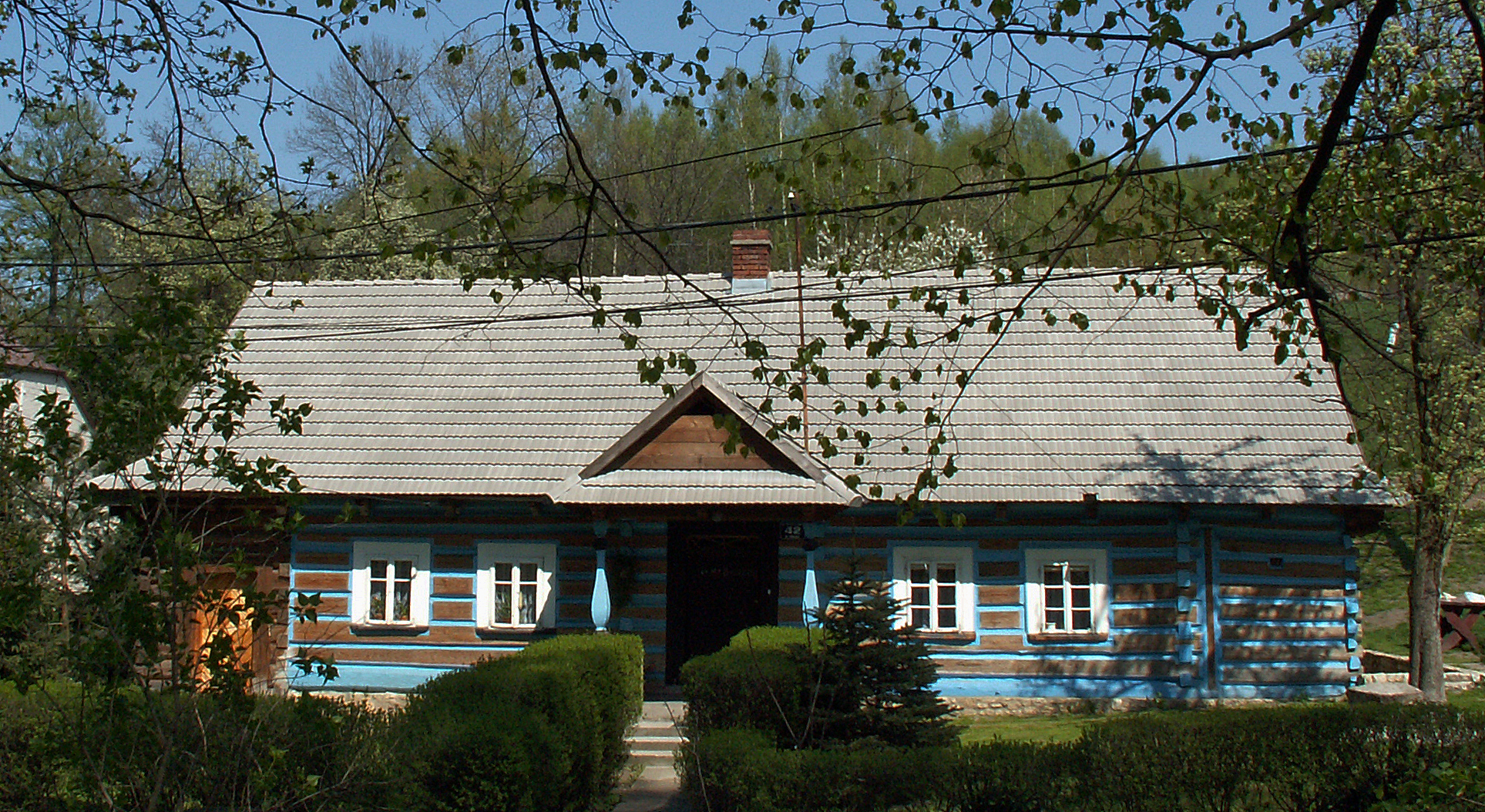
Altes Holzhaus in Tyniec

Tyniec ist ein Stadtteil von Krakau im Verwaltungsbezirk Dębniki in Polen.

## Geographie
Der Ort liegt am südlichen Ufer der Weichsel, zwischen den Hügeln der Krakauer Landbrücke: Góra Klasztorna (233 m, mit der Abtei Tyniec), Grodzisko (280 m), Duża Kowodrza (261 m), Bogucianka (270 m), Kozobica (282 m), Ostra Góra (284 m), Bukówka (269 m), Duża Biedzinka (229 m), Wielkanoc (260 m), Wielogóra (257 m) und Guminek (mit 294 Metern der höchste). Die Weichsel ist die westliche und östliche Grenze des Dorfs. Die Hügel machen das Weichsel-Tal zu einem kleinen Canyon, der an der schmalsten Stelle zwischen dem Góra Klasztorna mit der Tyniecer Abtei und dem Skały Piekarskie in Piekary 380 Meter breit ist.

## Geschichte
Älteste Spuren der Ansiedlung sind 12.000 Jahre alt, besonders zahlreiche archäologische Funde entstammen einer Siedlung 2.300 Jahre v. Chr. Die Kelten betrieben dort eine Münzprägeanstalt. Im 10. Jahrhundert lebten dort die Wislanen. Der Benediktinerorden wurde wahrscheinlich von Kasimir I. Karl am Hügel Góra Klasztorna (etwa Klosterberg) im Jahr 1044 angesiedelt. Das Dorf Thi(n)ciensem villam wurde erstmals im Dokument von Gilo von Paris (wahrscheinlich aus den Jahren 1123–1125) erwähnt. Der Name ist vom Wort tyn (Mauer) abgeleitet. 1259 wurden Kloster und Dorf beim Mongolensturm zerstört. Ab 1327 bis zur zweiten Hälfte des 15. Jahrhunderts lag Tyniec in der Nähe der Grenze zum Herzogtum Auschwitz im Königreich Böhmen und wurde zum strategischen Schutzpunkt der polnischen Hauptstadt Krakau. Es gehörte dem Kreis Szczyrzyc der Woiwodschaft Krakau.
Bei der ersten Teilung Polens wurde Tyniec 1772 bis 1795 wieder zum Grenzort im neuen Königreich Galizien und Lodomerien. Ab 1782 gehörte es dem Myslenicer Kreis  (1819 mit dem Sitz in Wadowice, ab 1804 im Kaisertum Österreich).
Im Jahr 1900 verfügte die Landgemeinde Tyniec über eine Fläche von 659 Hektar mit 221 Häusern und 1148 Bürgern, davon waren alle polnischsprachig. Die Mehrheit der Bevölkerung war römisch-katholisch (1105), im Dorf lebten außerdem 43 Juden.
1918, nach dem Ende des Ersten Weltkriegs und dem Zusammenbruch der k.u.k. Monarchie, kam Tyniec zu Polen und wurde zum Sitz einer Gemeinde im Powiat Kraków, Woiwodschaft Krakau. Unterbrochen wurde dies nur durch die Besetzung Polens durch die Wehrmacht im Zweiten Weltkrieg. Es gehörte dann zum Distrikt Krakau des Generalgouvernements, ab 1941 in der Gemeinde Skawina. Am 1. Januar 1973 wurde es nach Krakau eingemeindet.